# Ulos

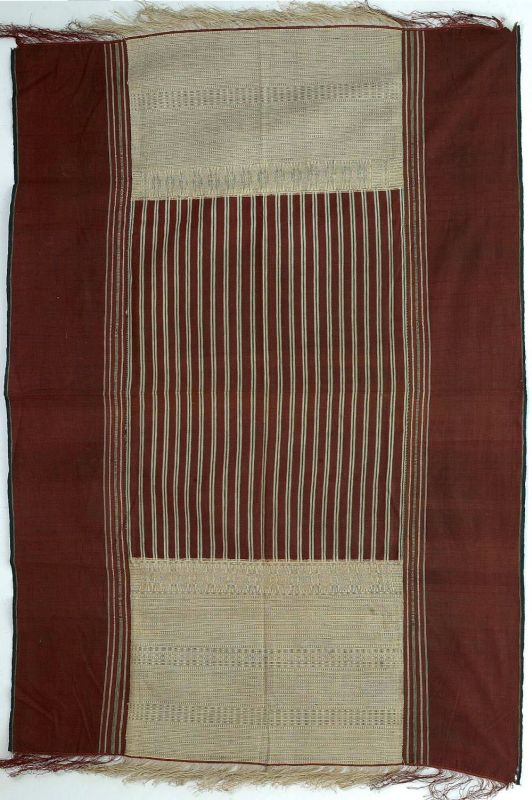
Ein Ulos

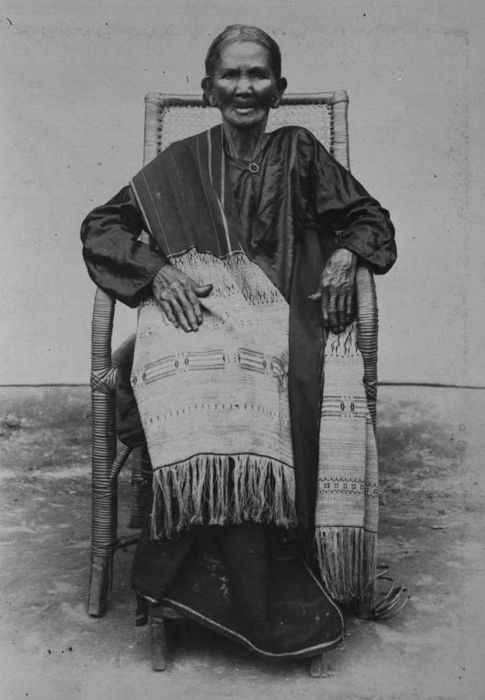
Ein traditionelles Bild (Frau mit Ulos)

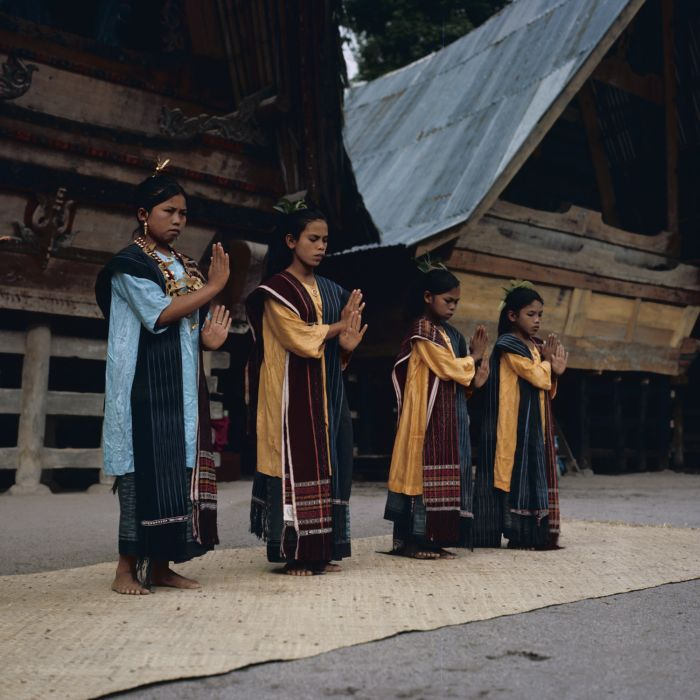
Toba-Bataks bei einem traditionellen Tanz, zu welchem Ulos getragen werden

Ulos (Kain ulos) sind traditionelle, rechteckige, handgewebte Tücher der Toba-Batak im Norden der Insel Sumatra, Indonesien. Bei den Karo-Batak werden die Tücher uis genannt. Bei Hochzeiten der Batak werden mit Ulos alle „weiblichen“ Güter (Geschenke) der Brauteltern an das junge Paar bezeichnet, worin ein Symbol der beschirmenden Macht gesehen wird.

## Herstellung und Absatz
Die Herstellung der Tücher hat sich in manchen Regionen bis heute erhalten. Sie wurden und werden an Rückengurtwebgeräten fabriziert. Heute haben hauptsächlich vollmechanische Webstühle die Funktion übernommen, wobei auch noch halbautomatische Trittwebstühle zum Einsatz kommen. Die hergestellten Tücher werden vornehmlich auf den Märkten von Pematang Siantar und Kabanjahe abgesetzt, wo hohe Nachfrage durch Zwischenhändler und Direktabnehmer besteht. Ulos weisen sehr unterschiedliche Stilistika und zeremonielle Bedeutungen auf. Oft handelt es sich um Aufträge aus den verschiedenen batakschen Regionen, wie den Simalungun- oder Angkola-Bataks.

## Ulos im zeremoniellen Leben
Besonders wertvolle und symbolträchtige Ulos werden zu Hochzeiten und Beerdigungen eingesetzt, daneben auch zum Anlass der  Knochenumbettung, einer im zentralen Glauben verhafteten traditionellen Ahnenverehrung. Die Tücher werden nicht nur getragen, sondern nach festgelegten Regeln untereinander ausgetauscht. Höher angesehene Personen bedenken dabei untergeordnete Personen.
Im Hochzeitsritus bringt die Schenkung zum Ausdruck, dass Glück- und Segenswünsche das Brautpaar begleiten. Die Bestätigung und Festigung der neuentstandenen verwandtschaftlichen Beziehung steht allerdings nicht minder im Vordergrund. Das dabei ausgetauschte Ulos ragidup (Lebensmuster-Tuch) wird vom Vater der Braut an die Mutter des Bräutigams vergeben und stellt das symbolträchtigste Tuch der Toba-Batak dar, hergestellt oft mittels Ikat-Technik. Diese Technik weist bei den Batak die Spezialität auf, dass in die Kette des Mittelstücks des (aus mehreren Teilen bestehenden) Tuches eine weitere Kette für die weißgrundigen Endpaneele eingehängt und mit dieser verwoben wird (Verbindung zweier Ketten in einem Webprozess).

Einen besonderen Moment stellt bei einer Hochzeit neben dem Schenken des Tuches, dessen Umlegen dar. Die eigentliche Eheschließung erfolgt durch die Einwicklung des Brautpaares in ein ragi hotang. Der verrichtende Brautvater spricht dabei seine Segenswünsche aus. In ärmeren Familien kommt das Ulos sitoluntuho zum Einsatz.
Kleinkindern werden durch die Großeltern mütterlicherseits sogenannte Ulos mangiring geschenkt. Diese Tücher sind wesentlich schmaler.
Auch bei Beerdigungen und Knochenumbettungen findet das Ulos ragidup Anwendung. Leichname, Särge und exhumierte Knochen werden mit diesem symbolträchtigen Tuch bedeckt.

## Forschungsdefizite
Die Toba-Batak kannten neben den vorgenannten Tüchern weitere traditionelle Textilien, die im rituell-zeremoniellen Kontext Bedeutung hatten. Viele von ihnen werden nicht mehr produziert, oder Bezeichnung beziehungsweise Motiv der Verzierungen sind nur wenigen bekannt, sofern überhaupt. Lediglich die Ausmaße der Tücher oder deren Herkunft lassen Rückschlüsse zu. So können Hüft- oder Schultertücher (Ulos ragi na marpusoran bzw. bintang maratur) identifiziert werden. Ein anderes traditionelles Hüfttuch war das Ulos ni tondi. Es galt der Seele (tondi), weshalb dieses Tuch besonders sorgfältig ausgesucht werden musste. Es hatte eine besondere Kraft und begleitete einen Menschen ein Leben lang.

Trauer- und Kopftücher (tumtuman) können schon nicht mehr zweifelsfrei nachgewiesen werden.